# Inovecké předhůří
Inovecké předhůří je geomorfologický podcelek geomorfologického celku Považský Inovec, tvoří jeho celou západní část. Na severu ho ohraničuje podsestava Trenčianska kotlina, na severovýchodě Vysoký Inovec, na východě Nízký Inovec, na jihovýchodě Krahulčí vrchy a Podunajská pahorkatina, na západě Dolnovážska niva. Bez výrazných vrcholů. V severovýchodní části je situována Selecká kotlina, část podcelku.